# Ланонг

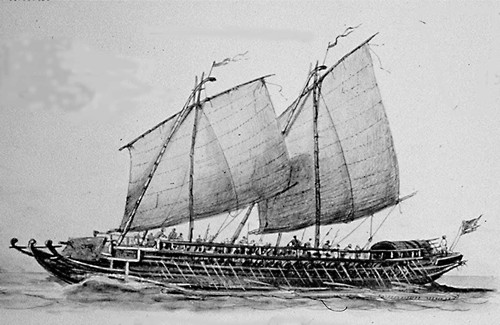
Ілюстрація Рафаеля Монлеона 1890 року, на якій зображено військовий корабель Іранун ланонг кінця XIX століття з трьома гребками весел під повними вітрилами

Ланонг — великий вітрильно-весельний військовий корабель з аутригерами, який використовувався філіппінськими народами іранун та бангінгі (піратами моро) з середини XVIII до початку XIX століття для піратства та рейдерських набігів на узбережжя для захоплення рабів. Корабель міг мати до 30 метрів завдовжки та був озброєний двома (або рідше — трьома) двоногими підйомними щоглами, які одночасно служили абордажними драбинами. Він також мав від одного до трьох рядів весел, якими веслували раби. Ланонги були призначені для нападів на торгові судна і використовували для рейдів на узбрежжя моря Сулу та в більшості інших регіонів Південно-Східної Азії. Назва ланонг походить від ланун,, екзоніму народу іранун.
Великі ланонги і каракоа іспанці називали об'єднаним терміном «джуанга» (з ісп. joanga або juanga), назва, яка також застосовувалася іспанцями до інших великих кораблів у Південно-Східній Азії.

## Опис

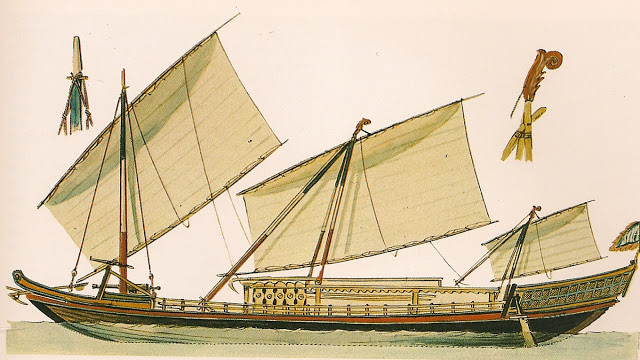
Кольорове зображення ланонга від Рафаеля Монлеона

Ланонги могли досягати 30 метрів завдовжки і 6 метрів завширшки. Їх екіпажі налічували від 150 до 200 чоловік на чолі з панглімою (командувачем). На відміну від схожих на них каракоа, ланонги були добре озброєні спеціально для нападу на інші кораблі і участі в морських битвах. Над носом корабля виступав княвдигед, на якому були встановлені довга гармата (лела) і кілька вертлюжних гармат (лантака).
Ланонг мав дві двоногі підйомні щогли, які складалися з двох стовбурів, з'єднаних разом у верхній частині, на відміну від більш поширених триногих щогл, які використовувалися на інших морських кораблях Південно-Східної Азії. Обидві щогли були оснащені вітрилами танджа. За потреби щогли можна було піднімати або опускати і в опущеному стані вони часто використовувались як драбини для абордажу суден противника або для висадки екіпажу на берег.
На кормі вивішувався трикутний штандарт командувача (пангліми). Як і в каракоа, ланонг мав надбудови над веслярами по обидва боки від аутригерів для ведення бою розміщеними на них воїнами. Ці платформи були захищені рядами зплетених з пальмового листя щитів. Веслярі (гребцями на ланонгах були раби) усі розміщувалися всередині основного корпусу, жоден із них не стояв на аутригерах. Весла були розташовані в один-три ряди з кожного боку, один ряд над іншим.
Подібно до інших великих військових кораблів — гарая і пенджаджапа, ланонг зазвичай служив кораблем-маткою для менших військових каное-салісіпанів.

## Історія

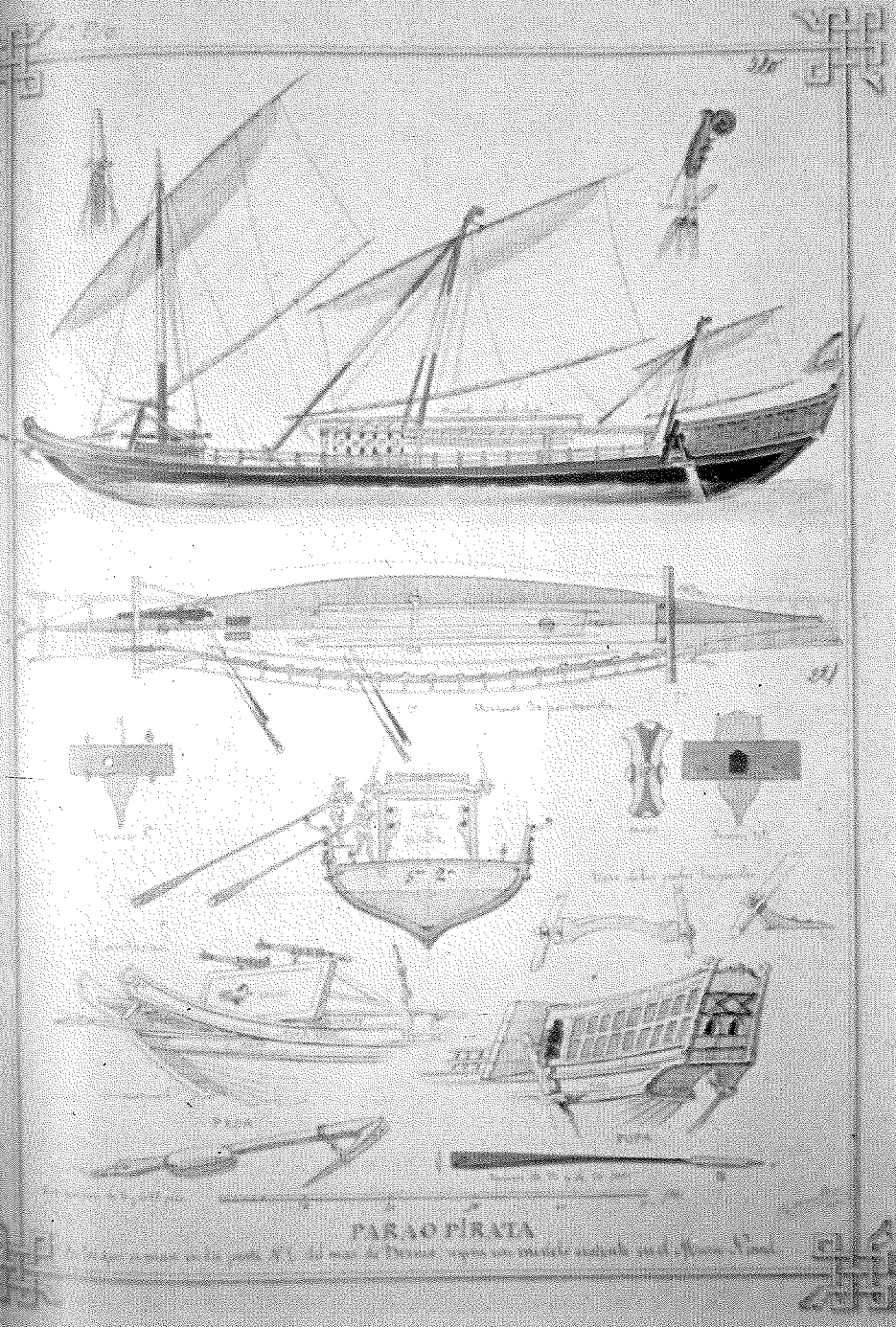
Ілюстрації Рафаеля Монлеона 1890 р. військового корабля Іранун ланонг кінця 19 століття з деталями озброєння та захисту

Ланонги плавали на великі відстані і атакували кораблі аж до Малаккської протоки та Яванського моря. Вони стали сумно відомими з середини XVIII століття до початку XIX століття через набіги та піратство (магурай) у більшій частині Південно-Східної Азії. Це було викликано зростанням попиту на рабську працю в голландській Ост-Індії, а також зростанням ворожнечі між султанатами моро та європейськими колоніальними державами. Щороку голландські, іспанські та англійські колонії в регіоні  із серпня по вересень отримували попередження про початок сезону «піратського вітру», коли кораблі ірануні і бангінгі традиційно розпочинали свої рейди. З 1774 по 1794 рік, за оцінками, приблизно від 100 до 200 кораблів щорічно виходили в море Сулу для здійснення набігів на прилеглі території. Набіги організовувались як внаслідок приватної ініціативи так і за ініціативою султанатів Сулу та Магінданао, підданими яких були народи іранун і бангінгі.
На відміну від полонених, яких захоплювали рейдери з інших регіонів Філіппін і до яких ставилися скорше як до слуг, а не як до справжніх рабів, бранці, захоплені піратами моро з народів ірануні і бангвінгі зазнавали жорстокого поводження, не щадили навіть взятих в полон мусульман. Проте до полонених жінок зазвичай ставилися краще. Не було жодних зареєстрованих випадків зґвалтувань, хоча, звичайно, у піратів не було жорсткої дисципліни. Веслярі на ланонгах складалися виключно з рабів і нерідко вони помирали під час довгих плавань через виснаження. Більшість рабів були тагальцями, візайцями та «малайцями» (включаючи бугісів, мандарівців, ібанів та макассарів). Були також випадкові європейські та китайські полонені, яких зазвичай викуповували через посередників, якими виступали таусуги із султанату Сулу. У цей період були записані численні розповіді біглих рабів. За оцінками, між 1770 і 1870 роками рейдерами були поневолені близько 200 000—300 000 людей. До 1850 року 50 % населення султанатів на архіпелазі Сулу були рабами. Великі масштаби набігів призвели до порушення та припинення традиційних торговельних шляхів у морі Сулу. Примітно, що в цей час традиційна торгівля між Китаєм та султанатами моря Сулу також була припинина. Це сприяло економічному занепаду султанатів Бруней, Сулу та Магінданао в XIX столітті, що зрештою призвело до розпаду двох останніх держав.
Іспанська влада та корінні філіппінці-християни відповіли на набіги піратів моро, побудувавши сторожові вежі та форти на Філіппінському архіпелазі, багато з яких стоять і сьогодні. Деякі столиці провінцій також були перенесені далі вглиб країни. Основні командні пункти були побудовані в Манілі, Кавіте, Себу, Ілоїло, Замбоанга та Іліган. Захисні кораблі також будували місцеві громади, особливо на Вісайських островах, включаючи будівництво військових «барангаянів» (балангай), які були швидшими за кораблі рейдерів моро та могли ефективно організувати погоню. Оскільки опір рейдерам зростав, на початку XIX століття ланонг були замінені на менший і швидший гарай (який не мав аутригерів). Рейди піратів моро врешті-решт були приборкані кількома великими морськими експедиціями іспанських і місцевих сил з 1848 по 1891 рік, включаючи бомбардування у відповідь і захоплення поселень моро. До цього часу іспанці також придбали парові канонерки, які могли легко наздогнати та знищити місцеві військові кораблі моро.